# Kasteel van Château-Thierry
Het Kasteel van Château-Thierry (Frans: Château de Château-Thierry) is een kasteel in de Franse gemeente Château-Thierry. Het kasteel is een beschermd historisch monument sinds 1932.